# Helmuth-Plessner-Preis
Der Helmuth-Plessner-Preis ist ein Kulturpreis der Stadt Wiesbaden. 
Der Preis wurde 2013 von der Stadt auf Initiative der Helmuth Plessner Gesellschaft gestiftet. Mit ihm soll Helmuth Plessner, Philosoph und Soziologe sowie ein Hauptvertreter der philosophischen Anthropologie, der am 4. September 1892 in Wiesbaden geboren wurde und dort bis zu seinem 20. Lebensjahr lebte, gewürdigt werden. Der Preis dient der Förderung und Anerkennung hervorragender Wissenschaftler und Intellektueller, die im Sinne Plessners (im Feld der Philosophie, Soziologie, Anthropologie, Biologie oder Ästhetik) gearbeitet und gewirkt haben. 
Der Preis ist mit 20.000 Euro dotiert. Er wird seit 2014 alle drei Jahre jeweils an Plessners Geburtstag durch die Stadt Wiesbaden in Kooperation mit der Helmuth Plessner Gesellschaft vergeben.

## Preisträger
- 2014 Michael Tomasello
- 2017 Peter Sloterdijk
- 2020 Onora Sylvia O’Neill[2]
- 2023  Gérard Raulet (französische Philosoph und Germanist)[3]